# بيورن غوستافسن
بيورن غوستافسن (بالنرويجية البوكمول: Bjørn Gustavsen)‏ هو بروفيسور ومحامي نرويجي، ولد في 3 أبريل 1938 في أوسلو في النرويج، وتوفي بنفس المكان في 5 سبتمبر 2018.